# HMS Beagle (1820)
De HMS Beagle was een zeilschip dat bekend werd door een van zijn passagiers, Charles Darwin. Op 11 mei 1820 werd de Beagle te water gelaten op de rivier de Theems te Woolwich. Nadat het vijf jaar in reserve was gehouden, werd het op 27 september 1825 omgebouwd tot bark.

## Eerste reis
Van 22 mei 1826 tot 14 oktober 1830 maakte de Beagle zijn eerste reis. Deze eerste reis was een expeditie naar Patagonië en Vuurland voor hydrografisch onderzoek. Kapitein was aanvankelijk Pringle Stokes. Nadat deze zelfmoord had gepleegd, kreeg Robert FitzRoy het bevel.
Er werden vier Vuurlanders meegenomen, met de bedoeling ze tot het christendom te bekeren, tot zendeling op te leiden en weer terug te brengen naar Vuurland.

## Tweede reis: reis rond de wereld
Van 1831 tot 1836 maakte de Beagle, opnieuw onder FitzRoy, een reis rond de wereld. Charles Darwin reisde mee als natuuronderzoeker. Veel van het bewijs waar Darwin twintig jaar later zijn theorie over evolutie op baseerde verzamelde hij tijdens de reis. Vanuit Southampton werden eerst opnieuw de kusten van Zuid-Amerika alsmede de Falklandeilanden bezocht. Drie Vuurlanders werden weer naar hun geboorte-eiland teruggebracht. Via de Galapagoseilanden, Australië en Zuid-Afrika keerde men terug naar Engeland. De zeeroute van deze tweede reis van de Beagle werd in 2009-2010 door de VPRO opnieuw gevaren met de clipper Stad Amsterdam, in het kader van het Darwinjaar 2009, onder de titel Beagle: In het kielzog van Darwin.

## Derde reis
Tussen 1837 en 1842 werd de Beagle voor de derde keer voor hydrografisch onderzoek gebruikt. Kapitein was aanvankelijk John Clements Wickham, die al als tweede man aan de tweede reis had deelgenomen, later John Lort Stokes. Op deze reis werden de kusten van Australië onderzocht, waarbij onder meer restanten van het op de klippen gelopen VOC-schip Zeewijk werden gevonden. Wickham bedacht ook de naam Port Darwin, als eerbetoon aan Charles Darwin die hij tijdens de tweede reis had leren kennen. Port Darwin groeide uit tot de Australische stad Darwin. De ornitholoog John Gould, die eerder de door Darwin verzamelde vogels in Engeland had beschreven, reisde mee tijdens deze derde reis en deed verslag van de vogels die hij verzamelde.

## Laatste jaren
Aan het einde van zijn leven deed de Beagle dienst voor de douane als een antismokkel-patrouilleboot langs de kust van Essex. In 1870 werd het schip verkocht aan schroothandelaren.